# Action Plan Tortue
Le réseau Action Plan Tortue ou encore réseau Plan anti-panzer était un réseau de la résistance intérieure française créé en septembre 1943 pour soutenir les Alliés lors du Débarquement de Normandie.

## Histoire
Le recours à la résistance intérieure française comme moyen d'action est décidé par les Alliés pour soutenir les opérations de débarquement en France. Le plan d'action, plan Tortue, vise à la formation d'équipes harcelant les Allemands dès le débarquement de Normandie, et constitue des dépôts d'armes nécessaires pour paralyser l'acheminement des renforts allemands en hommes et en matériel vers les zones de combat.
Le 13 septembre 1943, le BCRA envoie en France André Rondenay (pseudonyme « Jarry »), responsable national du plan Tortue. Son adjoint est Noël Palaud (sous le code « Artilleur »).
En avril 1944, le dispositif se structure avec Paul Grenier (membre de l'ORA), responsable de la zone Nord-Ouest, regroupant 15 départements. La zone est divisée en secteurs :
- Nord ;
- Ouest ;
- Centre et Sud[1], sous la direction de Régis des Plas[2] avec comme adjoint Jacques Foccart. Ce dernier structure le réseau Réseau Action-Tortue Foccart avec un PC à Rânes dans l'Orne et un centre de liaison à Ambrières-les-Vallées en Mayenne. Le nombre d'équipes Tortue est en avril-mai 1944 notoirement insuffisant. Des Plas et Foccart multiplient alors les contacts avec des représentants de l'Organisation civile et militaire[3] pour se renforcer. Trois terrains de parachutage[4] spécifiquement attribués au Plan Tortue permettent d'équiper les groupes en armement. En complément, les groupes aident les réfractaires du STO, ou assurent des opérations spécifiques comme le camouflage de Charles Moore[5]. Une grande partie du réseau organisé et de ses ramifications (OCM, ORA) tombent à partir du 10 mai à la suite de dénonciations concernant le Réseau Action-Tortue Foccart et le Réseau ORA d'Athis[6]. Le 13 juin, c'est le Maquis de Lignières-la-Doucelle qui est démantelé à son tour.